# Вишнич, Филип
Филип Вишнич (серб. Филип Вишњић; 1767—1834) — сербский эпический поэт и гусляр, родившийся в северной Боснии. Став свидетелем важнейших событий сербской истории, сочинял поэмы о происходящих событиях, которые ныне составляют значительную часть традиционного сербского эпоса. Вук Караджич отзывается о нём как о лучшем авторе баллад и певце своего времени. Часто Вишнича называют «сербским Гомером», за его слепоту и такой же незаурядный поэтический дар.

## Биография
Родился в 1767 году в деревне Трнова недалеко от города Углевик Боснийского эялета Османской империи (ныне Босния и Герцеговина). Известно, что его настоящая фамилия Вилич. По данным некоторых исследователей, Вишничем его прозвали по имени матери Вишня, либо по кварталу Вишница в селе Меджяши, где он проживал до переезда в Сербию.
В родной деревне он жил всего лишь три года, после чего всю его семью уничтожили вторгшиеся сюда турки. Его мать выжила и повторно вышла замуж, присоединилась к семье Мирканович и переехала в Меджяши в низинах Семберии, взяв Филипа с собой. Здесь он научился играть на гусле, главном инструменте сербских эпических поэтов, и сочинил свои первые стихотворения. По всей вероятности, первые его выступления могли происходить в церкви Святых Петра и Павла в Бродац-Дони. Поскольку из-за перенесённой оспы он с раннего детства был слепым, сочинение и исполнение народных песен оставалось для него единственным возможным средством заработка.
Во время Первого сербского восстания против османской тирании, не имея возможности пойти в бой, Вишнич пытался поднять боевой дух соотечественников и сочинял множество патриотических песен, запечатлевал происходящие сражения в виде эпических хроник. Когда в 1813 году турки подавили восстание, переехал в деревню Грк в Среме, где повстречал Вука Караджича, который взял его с собой в монастырь Шишатовац и записал там несколько песен. Впоследствии Караджич опубликовал тринадцать песен Вишнича, среди них «Почетак буне против дахия», «Бой на Чокешини», «Бой на Мишару», «Кнез Иво Кнежевич» и др. Поэзия Вишнича зачастую выходит за рамки традиционного народного творчества: он с достоверной точностью описывает происходящие сражения и явления, но при этом также большое внимание уделяет составлению психологических портретов отдельных участников этих событий, как то лидер освободительного движения Карагеоргий или князь Иван Кнежевич, которые пожертвовали всем ради освобождения своего народа от турецкой диктатуры.
Филип Вишнич умер в 1834 году в той же деревне Грк, которая позже в его честь была переименована в Вишничево, недалеко от города Шид, который в то время являлся частью Австрийской империи.

## Память
Каждый ноябрь в родной деревне Вишнича Трнова проводится культурный фестиваль «Вишничевы дни», на том месте, где когда-то стоял дом поэта. Известные исследователи, писатели и поэты собираются здесь, чтобы почтить память Филипа Вишнича, отдать дань уважения его произведениям. В некоторых городах установлены памятные знаки, таблички и надписи, свидетельствующие о пребывании поэта в этих местах. Например, упоминание о нём есть на здании библиотеки Биелины, на гербах Биелины и Углевика.
Помимо того что деревня Грк была переименована в Вишничево, ряд улиц и школ в Сербии и Республике Сербской названы в честь Вишнича. Поэт присутствует на национальной валюте Боснии и Герцеговины, изображён на купюре в 20 конвертируемых марок. Во время Второй мировой войны его изображение также было помещено на банкноту в 50 сербских динаров.
Включён в книгу «100 наизнаменитейших сербов».